# Gran Premio Nobili Rubinetterie 2007
Il Gran Premio Nobili Rubinetterie 2007, decima edizione della corsa e valida come evento dell'UCI Europe Tour 2007 categoria 1.1, si svolse il 29 agosto 2007 su un percorso di 184,8 km. La vittoria fu appannaggio del colombiano Luis Laverde, che completò il percorso in 4h35'00", precedendo il connazionale Félix Cárdenas e l'austriaco Christian Pfannberger.
Sul traguardo di Arona 37 ciclisti, su 152 partiti dalla medesima località, portarono a termine la competizione.

## Ordine d'arrivo (Top 10)
| Pos. | Corridore             | Squadra       | Tempo    |
| ---- | --------------------- | ------------- | -------- |
| 1    | Luis Laverde          | Panaria       | 4h35'00" |
| 2    | Félix Cárdenas        | Barloworld    | s.t.     |
| 3    | Christian Pfannberger | ELK Haus      | s.t.     |
| 4    | Niklas Axelsson       | Diquigiovanni | s.t.     |
| 5    | Gabriele Bosisio      | LPR Brakes    | a 5"     |
| 6    | Daniele Nardello      | LPR           | s.t.     |
| 7    | Leonardo Moser        | Diquigiovanni | s.t.     |
| 8    | Domenico Pozzovivo    | Panaria       | s.t.     |
| 9    | Yauhen Sobal          | Cinelli       | s.t.     |
| 10   | Volodymyr Zagorodny   | OTC Doors     | s.t.     |